# 福島県道320号五十沢国見線
福島県道320号五十沢国見線（ふくしまけんどう320ごう いさざわくにみせん）は、福島県伊達市から伊達郡国見町に至る一般県道である。通称「大枝街道」。

## 路線概要
- 起点：伊達市梁川町五十沢字羽山下
- 終点：伊達郡国見町大字藤田字一丁田（国見町役場入口交差点）
- 総延長：5.457km[1]
  - 実延長：総延長に同じ
- 路線認定年月日：1959年8月31日

### 道路施設
牛沢橋
- 全長：11.0m
- 幅員：7.5m
- 竣工：1960年[2]

国見町西大枝字並柳、字北谷地から字牛沢、字牛沢川原に至り、一級水系阿武隈川水系牛沢川を渡る。

## 通過する自治体
- 伊達市 － 伊達郡国見町

## 接続・交差する道路
- 伊達市内
  - 国道349号（梁川町五十沢字羽山下 起点）
  - 福島県道321号大枝貝田線（梁川町東大枝字住吉）
- 国見町内
  - 国道4号・福島県道107号赤井畑国見線（藤田字一丁田 終点）

## 沿線
- 太枝郵便局
- 伊達市国見町立大枝小学校組合立大枝小学校